# Sif Island
Sif Island ist eine 350 m lange und etwa 120 m breite Insel vor der Walgreen-Küste des westantarktischen Marie-Byrd-Lands. Sie liegt im südlichen Teil der Pine Island Bay und steht über Eisflächen in Verbindung mit dem Pine-Island-Gletscher sowie den östlichen Schelfeismassen des Thwaites-Gletschers.
Das UK Antarctic Place-Names Committee benannte sie 2023 in Verbindung mit dem Forschungsprojekt Thwaites Offshore Research (kurz: THOR) nach der altnordischen Göttin Sif, Gattin von Thor.